# Maurice Vanlerberghe
Maurice Vanlerberghe (17 april 1906, Hoogstade - 12 april 1974, Diksmuide) was een Belgische politicus en burgemeester van Leisele.
Maurice Vanlerberghe was een kleinzoon van Renatus Godefridus Vanlerberghe, die burgemeester was van Hoogstade. Maurice Vanlerberghe werd tijdens de Tweede Wereldoorlog VNV-burgemeester van Leisele.